# Sergio Céliz
Sergio José Céliz (nacido en Leones el 12 de agosto de 1961) es un exfutbolista argentino que se desempeñaba como defensor, debutando profesionalmente en Rosario Central.

## Carrera
Tuvo su debut el 26 de julio de 1981, en un encuentro que enfrentó a Rosario Central con Racing Club, válido por la 31.° fecha del Metropolitano y que finalizó igualado en un tanto; el entrenador canalla era Ángel Tulio Zof, que luego de coronarse campeón del Nacional 1980 daba lugar a juveniles que habían integrado aquel plantel sin llegar a jugar. Para 1982 ya era habitual su participación en el equipo titular. Ese mismo año marcó su único gol con la camiseta auriazul; fue el 11 de abril por la 11.° fecha del Nacional, en la goleada como visitante de Rosario Central sobre Mariano Moreno de Junín 9-1. Su último torneo defendiendo al cuadro rosarino fue el Metropolitano 1984, que desembocó en la pérdida de categoría tras la sucesión de flojas campañas. Dejó Central tras haber vestido la camiseta de la Academia en 100 oportunidades.
Su próximo destino fue Villa Dálmine, en la Segunda División; continuó en la categoría jugando hasta 1989 en Belgrano de Córdoba, para luego emigrar al fútbol mexicano. Entre 1990 y 1993 prestó servicios en San Lorenzo de Almagro, para tener después otra incursión en el extranjero, en esta oportunidad Ecuador y Bolivia. En su retorno a Argentina jugó primeramente en Platense, para cerrar su carrera en 1997 defendiendo la casaca de Instituto de Córdoba.

## Clubes
| Club                   | País      | Año       |
| ---------------------- | --------- | --------- |
| Rosario Central        | Argentina | 1981-1984 |
| Villa Dálmine          | Argentina | 1985      |
| Belgrano               | Argentina | 1986-1989 |
| Tampico Madero         | México    | 1989      |
| Cruz Azul              | México    | 1990      |
| San Lorenzo de Almagro | Argentina | 1990-1993 |
| Delfín                 | Ecuador   | 1993      |
| Oriente Petrolero      | Bolivia   | 1994      |
| Platense               | Argentina | 1994      |
| Instituto              | Argentina | 1995-1997 |